# Ла-Валл (містечко, Вісконсин)
Ла-Валл (англ. La Valle) — місто (англ. town) в США, в окрузі Сок штату Вісконсин. Населення — 388 осіб (2020).

## Демографія
Згідно з переписом 2010 року, у місті мешкали 1302 особи в 543 домогосподарствах у складі 421 родини. Було 1182 помешкання
Расовий склад населення:
| - 99,6 % — білих - 0,2 % — корінних американців - 0,1 % — чорних або афроамериканців |

До двох чи більше рас належало 0,1 %. Частка іспаномовних становила 0,8 % від усіх жителів.
За віковим діапазоном населення розподілялося таким чином: 19,5 % — особи молодші 18 років, 60,9 % — особи у віці 18—64 років, 19,6 % — особи у віці 65 років та старші. Медіана віку мешканця становила 47,6 року. На 100 осіб жіночої статі у місті припадало 109,7 чоловіків;  на 100 жінок у віці від 18 років та старших — 104,7 чоловіків також старших 18 років.
Середній дохід на одне домашнє господарство  становив 74 463 долари США (медіана — 65 433), а середній дохід на одну сім'ю — 83 742 долари (медіана — 73 750). Медіана доходів становила 50 223 долари для чоловіків та 39 750 доларів для жінок. За межею бідності перебувало 4,3 % осіб, у тому числі 8,4 % дітей у віці до 18 років та 2,8 % осіб у віці 65 років та старших.
Цивільне працевлаштоване населення становило 643 особи. Основні галузі зайнятості: виробництво — 22,6 %, освіта, охорона здоров'я та соціальна допомога — 19,9 %, будівництво — 9,2 %, мистецтво, розваги та відпочинок — 8,9 %.